# Herqueville
|  | Per a altres significats, vegeu «Herqueville (Manche)». |

Herqueville és un municipi francès al departament de l'Eure i a la regió de Normandia. L'any 2007 tenia 152 habitants.

## Demografia

### Població
El 2007 la població de fet d'Herqueville era de 152 persones. Hi havia 68 famílies, de les quals 20 eren unipersonals (12 homes vivint sols i 8 dones vivint soles), 24 parelles sense fills i 24 parelles amb fills.
La població ha evolucionat segons el següent gràfic:

### Habitatges
El 2007 hi havia 88 habitatges, 66 eren l'habitatge principal de la família, 15 eren segones residències i 7 estaven desocupats. 68 eren cases i 19 eren apartaments. Dels 66 habitatges principals, 47 estaven ocupats pels seus propietaris i 19 estaven llogats i ocupats pels llogaters; 5 tenien dues cambres, 8 en tenien tres, 25 en tenien quatre i 28 en tenien cinc o més. 34 habitatges disposaven pel capbaix d'una plaça de pàrquing. A 23 habitatges hi havia un automòbil i a 36 n'hi havia dos o més.

### Piràmide de població
La piràmide de població per edats i sexe el 2009 era:
| Homes | Edats   | Dones |
| ----- | ------- | ----- |
| 0     | 95 o +  | 0     |
| 0     | 90 a 94 | 0     |
| 4     | 85 a 89 | 0     |
| 4     | 80 a 84 | 0     |
| 4     | 75 a 79 | 8     |
| 0     | 70 a 74 | 4     |
| 12    | 65 a 69 | 4     |
| 0     | 60 a 64 | 8     |
| 0     | 55 a 59 | 4     |
| 4     | 50 a 54 | 4     |
| 0     | 45 a 49 | 0     |
| 8     | 40 a 44 | 4     |
| 4     | 35 a 39 | 4     |
| 8     | 30 a 34 | 8     |
| 4     | 25 a 29 | 0     |
| 4     | 20 a 24 | 8     |
| 4     | 15 a 19 | 0     |
| 4     | 10 a 14 | 4     |
| 0     | 5 a 9   | 8     |
| 8     | 0 a 4   | 12    |

## Economia
El 2007 la població en edat de treballar era de 101 persones, 72 eren actives i 29 eren inactives. De les 72 persones actives 66 estaven ocupades (40 homes i 26 dones) i 6 estaven aturades (2 homes i 4 dones). De les 29 persones inactives 11 estaven jubilades, 7 estaven estudiant i 11 estaven classificades com a «altres inactius».

### Ingressos
El 2009 a Herqueville hi havia 67 unitats fiscals que integraven 159 persones, la mediana anual d'ingressos fiscals per persona era de 17.460 €.

### Activitats econòmiques
Dels 10 establiments que hi havia el 2007, 2 eren d'empreses de fabricació d'altres productes industrials, 1 d'una empresa de construcció, 2 d'empreses de comerç i reparació d'automòbils, 1 d'una empresa financera i 4 d'empreses immobiliàries.
L'únic servei als particulars que hi havia el 2009 era un paleta.

## Equipaments sanitaris i escolars
El 2009 hi havia una escola elemental.

## Poblacions properes
El següent diagrama mostra les poblacions més properes.